# Lissonota canula
Lissonota canula là một loài tò vò trong họ Ichneumonidae.